# Mường Cai
Mường Cai là một xã thuộc huyện Sông Mã, tỉnh Sơn La, Việt Nam.
Xã Mường Cai có diện tích 143,49 km², dân số năm 1999 là 3.137 người, mật độ dân số đạt 22 người/km².